# Radenci
Radenci (em alemão:  Bad Radein) é um município da Eslovênia. A sede do município fica na localidade de mesmo nome.